# Tournoi de Wimbledon 1912
 (mai 2023).
Si vous disposez d'ouvrages ou d'articles de référence ou si vous connaissez des sites web de qualité traitant du thème abordé ici, merci de compléter l'article en donnant les références utiles à sa vérifiabilité et en les liant à la section « Notes et références ».
Résultats du Tournoi de Wimbledon 1912.

## Simple messieurs
Finale : Anthony Wilding  Nouvelle-Zélande bat Arthur Gore  Royaume-Uni 6-4, 6-4, 4-6, 6-4

## Simple dames
Finale : Ethel Larcombe  Royaume-Uni bat Charlotte Cooper Sterry  Royaume-Uni 6-3, 6-1